# Pierre Dubois (Scholastiker)
Pierre Dubois (* um 1255; † um 1321) war ein französischer Scholastiker, Schriftsteller und Amtsanwalt. Er erarbeitete eine Vorstellung von einem „dauerhaften Frieden“ in Europa und war damit einer der ersten Verfechter der Europaidee.

## Leben
Pierre Dubois wurde zwischen 1255 und 1260 geboren. Er studierte im Zeitraum von 1269 bis 1272 Scholastik und Rechtswissenschaft bzw. Jurisprudenz in Paris. Damals lehrten an der dortigen Universität auch Siger von Brabant und Thomas von Aquin. Dubois war als Abgeordneter, Amtmann, Anwalt und Schriftsteller tätig; die meisten seiner Schriften erschienen anonym.

## Beruf

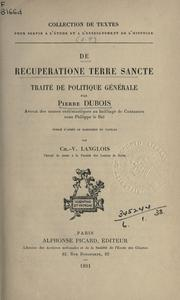
De recuperatione de Terre Sancte (Aufl.1891)

Pierre Dubois war 1302 in der ersten französischen Nationalversammlung als Abgeordneter des Bezirks Coutances (Normandie) tätig. Um 1306 arbeitete er als Amtsanwalt für Philipp IV., „den Schönen“ (le Bel), sowie für den englischen König Eduard I. und entwarf einen Plan, wonach sich ganz Europa zu einem Staat zusammenschließen und durch nichts mehr getrennt werden sollte, so dass die Möglichkeit eines dauerhaften Friedens in Europa gegeben wäre.
Schon im Jahr 1300 forderte er eine gründliche Reform des Staates, der Kirche und die Trennung von Kirche und Staat, sowie eine Erneuerung des Heeres und des Gerichtswesens. Sein von ihm so benanntes Hauptwerk Über die Wiedergewinnung des Heiligen Landes, bestehend aus 142 Paragraphen, schrieb er um 1306 angesichts eines eventuell bevorstehenden Kreuzzuges; er forderte die Schaffung der politischen Einheit unter den europäischen christlichen Fürsten, damit .„der Friede dadurch gesichert würde, dass sie sich gleichsam zu einem einzigen Staat zusammenschließen, der aber so fest geeint sein müsste, dass er durch nichts getrennt werden könnte“. Er schlug ein Konzil der weltlichen und geistlichen Fürsten Europas vor, auf welchem auch beschlossen werden sollte, dass derjenige, der den Frieden stört, schwer bestraft würde. Ferner sollten ein Schiedsgericht mit klaren Anklage- und Verteidigungsvorschriften und eine strenge Gerichtsverordnung als obligatorische ständige Einrichtungen für ganz Europa geschaffen werden. Die Mitglieder dieser engen Gemeinschaft sollten folglich in gewissem Umfang auf ihre Souveränitätsrechte verzichten, aber im Grunde selbständige politische Einheiten bleiben.
Das wirtschaftliche Zusammenleben und die dazugehörigen Handelsvorschriften wurden von ihm in seine europäischen Vorstellungen integriert. Außerdem formulierte er u. a. Überlegungen für die Schulbildung und für die Berufsausbildung. Er war der erste Verfechter einer weitgreifenden Europaidee und hat als erster den Vorschlag zu einem europäischen Staatenbund veröffentlicht. Dubois Ideen konnten jedoch die Politik des französischen Königs nicht konkret beeinflussen.
Eine Zeitlang soll Dubois auch für den englischen König Eduard I. tätig gewesen sein.
Urkundlich erwähnt wird Pierre Dubois nur dreimal: 1314 war er als Beamter bei der Gräfin von Artois angestellt. Im Jahr 1319 wurde er als Abgeordneter im Parlament von Paris erwähnt, und im Jahr 1321 übte er die Tätigkeit eines Amtmann (Bailli) in Arras aus. Danach verliert sich seine Spur; ein genaues Todesdatum ist nicht bekannt. Er dürfte jedoch zwischen 1321 und 1323 gestorben sein.

## Werke
- De recuperatione terrae sanctae („Über die Rückeroberung des Heiligen Landes“, 1306) (zuletzt erschienen: Olschki, Firenze 1977, hrsg. von Angelo Diotti).
- Summaria brevis et compendiosa doctrina felicis expedicionis et abreviacionis guerrarum ac litium regni Francorum. Sändig, Wiesbaden 1969 (Reprint der Ausgabe von 1936).